# فيديريكو بينيا (لاعب كرة قدم)
فيديريكو رافائيل مينديز بينيا ولد يوم 30 مارس 1999 ببورتو اسبانيا في ترينداد وطوباغو وهو لاعب كرة قدم ترينيدادي محترف يلعب لنادي أوميا إف سي السويدي في إيتان .
| النادي          | موسم            | الدوري                | الدوري  | الدوري  | التصفيات | التصفيات | الكأس الوطنية | الكأس الوطنية | كونتيننتال | كونتيننتال | المجموع | المجموع |
| النادي          | موسم            | قسم                   | تطبيقات | الأهداف | تطبيقات  | الأهداف  | تطبيقات       | الأهداف       | تطبيقات    | الأهداف    | تطبيقات | الأهداف |
| --------------- | --------------- | --------------------- | ------- | ------- | -------- | -------- | ------------- | ------------- | ---------- | ---------- | ------- | ------- |
| فالور إف سي     | 2019            | الدوري الكندي الممتاز | 8       | 0       | —        | —        | 0             | 0             | —          | —          | 8       | 0       |
| فالور إف سي     | 2020            | الدوري الكندي الممتاز | 6       | 0       | —        | —        | —             | —             | —          | —          | 6       | 0       |
| فالور إف سي     | 2021            | الدوري الكندي الممتاز | 24      | 0       | —        | —        | 2             | 0             | —          | —          | 26      | 0       |
| فالور إف سي     | 2022            | الدوري الكندي الممتاز | 21      | 0       | —        | —        | 1             | 0             | —          | —          | 22      | 0       |
| المجموع الوظيفي | المجموع الوظيفي | المجموع الوظيفي       | 59      | 0       | 0        | 0        | 3             | 0             | 0          | 0          | 62      | 0       |